# Ionotus
Ionotus es un género de mariposas de la familia Riodinidae.

## Descripción
Especie tipo por designación original Hamanumida alector Geyer, 1837.

## Diversidad
Existe 1 especie reconocida en el género